# ARA Santa Fe (S-21)
 ARA Santa Fe (S-21) — аргентинская крейсерская подводная лодка типа «Балао». Построена в 1944 году в США, вошла в строй как USS Catfish (SS-339), приняла участие во Второй мировой войне. Модернизирована по программе GUPPY II, служила в составе ВМС Аргентины с 1971 года. В ходе Фолклендской войны была тяжело повреждена и захвачена британцами, не восстанавливалась.

## История службы
«Кэтфиш» была спущена на воду 19 ноября 1944 на верфи компании Electric Boat в Гротоне, штат Коннектикут, США. Крёстной матерью корабля стала миссис Кроули. Лодка вошла в строй 19 марта 1945 года под командованием В. А. Овертона.
4 мая 1945 года отплыла из Нью-Лондона, 29 июня прибыла в Перл-Харбор.
После тренировок экипажа и установки нового оборудования, проследовала на Гуам, откуда, после дополнительного обучения экипажа, вышла 8 августа на спецоперацию по обнаружению минного поля. После получения приказа о прекращении огня была перенаправлена в Жёлтое море для патрулирования в надводном положении и дежурства по спасению на море. Вернулась в Гуам 4 сентября, откуда направилась в Сиэтл, прибыв 29 сентября 1945 года. Награждена одной боевой звездой.
Базировалась на Сан-Диего, осуществляла службу у западного побережья США, совершила два дальних похода в азиатский регион, где провела два учебных боевых патрулирования, находилась в подчинении седьмого флота США.
В 1948—1949 годах прошла обширную модернизацию по программе GUPPY II, после чего совершила ещё один дальний поход с разведывательной миссией во время начала Корейской войны.
Вернулась в США 20 октября 1950 года. По-прежнему базируясь на Сан-Диего, перешла в разряд учебных, использовалась для подготовки резервистов, участвовала в совместных с Канадой противолодочных учениях, совершила ещё несколько походов на Дальний Восток.
В 1963 году выведена из состава флота и списана.

## На службе Аргентины
После списания «Кэтфиш» была продана Аргентине и 1 июля 1971 года вошла в строй ВМС Аргентины как «Санта-Фе» (исп. ARA Santa Fe). В 1973 субмариной командовал Хуан Хосе Ломбардо, будущий вице-адмирал, один из будущих разработчиков плана аргентинского вторжения на Фолкленды. С ухудшением в 1978-м аргентино-чилийских отношений и предполагаемым началом операции «Суверенитет» была переведена из базы Мар-дель-Плата на юг.
Участвовала в Фолклендской войне. На начало боевых действий находилась в технически очень плохом состоянии. С высадки с субмарины бойцов Buzos Tácticos в районе Порт-Стэнли началась операция «Росарио». 25 апреля повреждена ракетой AS-12 с британского вертолёта «Уосп» и захвачена в районе острова Южная Георгия. Восстановление в качестве военного трофея было признано экономически нецелесообразным, однако на борту находились боевые торпеды, топливо и масло, кислота в аккумуляторах, свинцовая краска, поэтому в феврале 1985 года лодку в ходе дорогостоящей операции подняли на поверхность, удалили все опасные вещества и предметы и вскоре затопили близ Грютвикена, в пяти милях к северу от острова Южная Георгия.